# Musée Robert-Dubois-Corneau
Pour les articles homonymes, voir Corneau.
Le musée Robert-Dubois-Corneau est un musée municipal labellisé Musée de France situé dans la commune française de Brunoy, dans le département de l'Essonne et la région Île-de-France. Il est installé dans l'ancienne maison du collectionneur Robert Dubois-Corneau (1876-1951), passionné d'histoire locale, qui a légué à sa ville l'ensemble de ses collections.

## Situation
Le musée est situé à proximité du centre-ville de Brunoy dans l'ancienne villa du collectionneur et historien Robert Dubois-Corneau.

## Histoire
En 1951, Robert Dubois-Corneau légua à la municipalité de Brunoy ses collections de peintures, pastels, estampes, lettres et cartes retraçant l'histoire de la commune et de la vallée de l'Yerres. Le musée est officiellement inauguré en 1980 mais il n'ouvre ses portes qu'en 1988.

## Collections
Les collections du musée sont centrées sur l'histoire de la vallée de l'Yerres, de la ville de Brunoy et les personnages historiques qui ont séjourné dans la région et dans la ville. Une première salle est consacrée aux œuvres d'Alice Dubois, sœur de Robert Dubois-Corneau, avec des évocations du château de Jean Paris de Monmartel (1690-1766), évocation des constructions du futur Louis XVIII, alors comte de Provence : le grand et le petit château, tableaux du paysagiste Numance Bouel (1824-1884), sculptures de Maurice Prost, sculpteur animalier (1894-1969). Une seconde salle est consacrée aux arts du spectacle de la période 1750-1850, autour de la figure du tragédien François-Joseph Talma. Deux expositions temporaires y sont organisées chaque année. Quatre toiles du peintre Maurice Eliot, qui habitait et peignit la région, appartiennent aux collections.

## Sélection d'œuvres
- Le Petit Château, tableau peint vers 1786 par Jean-Baptiste Génillion (1750-1829).
- Portrait de Joseph Paris Duverney (1684-1770), sculpture de Jean-Baptiste Lemoyne (1704-1778).

## Pour approfondir

## Sources
1. ↑  Liste des musées de France sur le site du ministère de la Culture. Consulté le 15/09/2008.
2. ↑  Le musée sur le site arts-programme.com Consulté le 15/09/2008.
3. ↑  Le musée sur le site du répertoire des arts du spectacle. Consulté le 15/09/2008.
4. ↑  Présentation du musée sur le site de la commune. Consulté le 15/09/2008.